# Kalobittacus maniculatus
Kalobittacus maniculatus är en näbbsländeart som beskrevs av George W. Byers 1996. Kalobittacus maniculatus ingår i släktet Kalobittacus och familjen styltsländor. Inga underarter finns listade i Catalogue of Life.